# ぐるぐるカーテン
『ぐるぐるカーテン』は、日本の女性アイドルグループ乃木坂46のデビューシングル。2012年2月22日にSony Recordsから発売された。秋元康が作詞、黒須克彦が作曲した。楽曲のセンターポジションは生駒里奈が務めた。

## 背景とリリース
DVD付属のType-A・B・C、CDのみの通常盤、キャラアニ・チャンス限定個別握手会参加券付通常盤の5形態で発売。初回仕様限定盤には全国握手会参加券およびType-Aに11種、Type-Bに11種、Type-Cに11種の合計33種の生写真の内1種が封入された。キャッチコピーは「カーテンは、秘密の分だけ膨らんでいる」。今作は、乃木坂46のシングルとしては唯一、Sony Recordsから発売された。
映像特典として、メンバー個別ショートムービー「33人のクリエーター×乃木坂46」が付属DVDに収録された。

## プロモーション
ヒット祈願キャンペーンとして、乃木坂46を代表して生田絵梨花が2012年2月5日に乃木神社で玉串拝礼をした。

## アートワーク
| Type-A 表 | 橋本奈々未・生駒里奈・生田絵梨花・星野みなみ |
| Type-A 裏 | 橋本奈々未・生駒里奈・生田絵梨花・星野みなみ |
| Type-B 表 | 高山一実・星野みなみ・生駒里奈・生田絵梨花   |
| Type-B 裏 | 高山一実・星野みなみ・生駒里奈・生田絵梨花   |
| Type-C 表 | 星野みなみ・生田絵梨花・生駒里奈・松村沙友理 |
| Type-C 裏 | 星野みなみ・生田絵梨花・生駒里奈・松村沙友理 |
| 通常盤 表 | 生田絵梨花・生駒里奈・星野みなみ・白石麻衣   |
| 通常盤 裏 | 生田絵梨花・生駒里奈・星野みなみ・白石麻衣   |

## チャート成績
本作は発売前日の2012年2月21日付のオリコンデイリーCDシングルランキングで推定売上約8万5000枚を記録し、デイリー2位を獲得した。その後、2012年3月5日付のオリコン週間CDシングルランキングで推定売上13万6309枚を記録し、週間2位を獲得した。この記録はグループからのソロ・ユニットを除く女性アーティストのデビューシングルとして、史上3番目に高い初週売上記録（1位はNMB48「絶滅黒髪少女」、2位はKaoru Amane「タイヨウのうた」）。

## ミュージック・ビデオ
ぐるぐるカーテン
監督：操上和美、歌唱衣装：堀越絹衣、振付：南流石
サビまでメンバーが教室の机に顔を伏せて座ったり、カーテンに包まりながら喋る口元や足元、後ろ姿しか映らないような、まるで私立女子校の風景をのぞき見したようなフェティシズム的な映像から始まり、女の子同士が男子禁制の甘酸っぱい青春を歌っている。カーテンに包まれたサナギから大舞台に羽ばたく蝶になれという願いが込められた映像構成になっている。歌衣装では、ギンガムチェックのワンピースに3種類の色合わせと一人ひとり異なるボタンとレースのロゼットが使用された。
会いたかったかもしれない
監督：久保茂昭
2006年に発売されたAKB48の「会いたかった」をマイナー調にアレンジしたもので、ミュージック・ビデオは、配役、演技、振り付けも「会いたかった」に基づいて制作された。撮影は千葉県館山市で「会いたかった」の真夏とは正反対に真冬に行われた。香月孝史によれば「会いたかったかもしれない」のミュージック・ビデオは「会いたかった」をトレースしており、AKB48の影（shadow）を上演しているような映像になっている。ミュージック・ビデオには、当時AKB48に所属していた前田敦子が出演しており、生駒里奈に当時の自分を重ねるような視線を送るシーンがある。
失いたくないから
監督：丸山健志
フランスにいる少女をイメージし、まだ何者でもない女の子の姿と、メイクやチュチュで着飾ってアイドルになった女の子の姿を対照的に描いている。これからデビューし、どのように羽ばたいていくのかという余韻を表現した。
乃木坂の詩
監督：南流石
いつの日かメンバーたちが見直した時、あの時の想いを振り返ることができるようデビュー直後の何者でもない少女たちの門出の姿を記録に残した。いつの日かライブで会場中のファンと一緒に踊れたらという願いも込められている。

## メディアでの使用
ぐるぐるカーテン
『明治手づくりチョコレート』のテレビCMソング。
左胸の勇気
『スカパー! Jリーグ2012』の公式応援ソング。

## シングル収録トラック

### Type-A
| #         | タイトル                            | 作詞      | 作曲       | 編曲       | 時間  |
| --------- | ----------------------------------- | --------- | ---------- | ---------- | ----- |
| 1.        | 「ぐるぐるカーテン」                | 秋元康    | 黒須克彦   | 湯浅篤     | 4:05  |
| 2.        | 「左胸の勇気」                      | 秋元康    | 小内喜文   | 佐々木裕   | 4:55  |
| 3.        | 「乃木坂の詩」                      | 秋元康    | 井手コウジ | 井手コウジ | 4:32  |
| 4.        | 「ぐるぐるカーテン off vocal ver.」 |           | 黒須克彦   | 湯浅篤     | 4:05  |
| 5.        | 「左胸の勇気 off vocal ver.」       |           | 小内喜文   | 佐々木裕   | 4:55  |
| 6.        | 「乃木坂の詩 off vocal ver.」       |           | 井手コウジ | 井手コウジ | 4:30  |
| 合計時間: | 合計時間:                           | 合計時間: | 合計時間:  | 合計時間:  | 27:02 |

| #         | タイトル                           | 作詞      | 作曲・編曲 | 監督       | 時間 |
| --------- | ---------------------------------- | --------- | ---------- | ---------- | ---- |
| 1.        | 「ぐるぐるカーテン -MUSIC VIDEO-」 |           |            | 操上和美   | 4:14 |
| 2.        | 「乃木坂の詩 -MUSIC VIDEO-」       |           |            | 南流石     | 4:59 |
| 3.        | 「生駒里奈×堤幸彦」                |           |            | 堤幸彦     | 5:00 |
| 4.        | 「伊藤寧々×カツヲ」                |           |            | カツヲ     | 2:36 |
| 5.        | 「井上小百合×朝日恵里」            |           |            | 朝日恵里   | 5:00 |
| 6.        | 「岩瀬佑美子×熊坂出」              |           |            | 熊坂出     | 5:36 |
| 7.        | 「高山一実×市井昌秀」              |           |            | 市井昌秀   | 5:25 |
| 8.        | 「中元日芽香×山本ワタル」          |           |            | 山本ワタル | 3:47 |
| 9.        | 「永島聖羅×張間純一」              |           |            | 張間純一   | 5:01 |
| 10.       | 「畠中清羅×石井貴英」              |           |            | 石井貴英   | 3:30 |
| 11.       | 「宮澤成良×木村ひさし」            |           |            | 木村ひさし | 4:56 |
| 12.       | 「大和里菜×佐藤徹也」              |           |            | 佐藤徹也   | 4:57 |
| 13.       | 「和田まあや×藤原知之」            |           |            | 藤原知之   | 4:55 |
| 合計時間: | 合計時間:                          | 合計時間: | 59:56      |            |      |

### Type-B
| #         | タイトル                                    | 作詞      | 作曲               | 編曲      | 時間  |
| --------- | ------------------------------------------- | --------- | ------------------ | --------- | ----- |
| 1.        | 「ぐるぐるカーテン」                        | 秋元康    | 黒須克彦           | 湯浅篤    | 4:05  |
| 2.        | 「左胸の勇気」                              | 秋元康    | 小内喜文           | 佐々木裕  | 4:55  |
| 3.        | 「会いたかったかもしれない」                | 秋元康    | BOUNCEBACK、MIKOTO | 野中雄一  | 3:49  |
| 4.        | 「ぐるぐるカーテン off vocal ver.」         |           | 黒須克彦           | 湯浅篤    | 4:05  |
| 5.        | 「左胸の勇気 off vocal ver.」               |           | 小内喜文           | 佐々木裕  | 4:55  |
| 6.        | 「会いたかったかもしれない off vocal ver.」 |           | BOUNCEBACK、MIKOTO | 野中雄一  | 3:49  |
| 合計時間: | 合計時間:                                   | 合計時間: | 合計時間:          | 合計時間: | 25:40 |

| #         | タイトル                                                       | 作詞      | 作曲・編曲 | 監督             | 時間 |
| --------- | -------------------------------------------------------------- | --------- | ---------- | ---------------- | ---- |
| 1.        | 「ぐるぐるカーテン -MUSIC VIDEO-」                             |           |            | 操上和美         | 4:14 |
| 2.        | 「会いたかったかもしれない -MUSIC VIDEO-」                     |           |            | 久保茂昭         | 4:53 |
| 3.        | 「会いたかったかもしれない（original cut ver.）-MUSIC VIDEO-」 |           |            | 久保茂昭         | 4:32 |
| 4.        | 「衛藤美彩×近藤啓二」                                          |           |            | 近藤啓二         | 5:23 |
| 5.        | 「柏幸奈×長部洋平」                                            |           |            | 長部洋平         | 1:52 |
| 6.        | 「川後陽菜×山田篤宏」                                          |           |            | 山田篤宏         | 3:12 |
| 7.        | 「川村真洋×岡川太郎」                                          |           |            | 岡川太郎         | 3:15 |
| 8.        | 「齋藤飛鳥×フラッシュハリー」                                  |           |            | フラッシュハリー | 1:37 |
| 9.        | 「斎藤ちはる×榮良太」                                          |           |            | 榮良太           | 5:01 |
| 10.       | 「西野七瀬×大来優・鳥巣智行」                                  |           |            | 大来優・鳥巣智行 | 2:11 |
| 11.       | 「橋本奈々未×三木聡」                                          |           |            | 三木聡           | 2:46 |
| 12.       | 「深川麻衣×中村太洸」                                          |           |            | 中村太洸         | 5:13 |
| 13.       | 「松村沙友理×萩原健太郎」                                      |           |            | 萩原健太郎       | 2:54 |
| 14.       | 「若月佑美×金森孝宏」                                          |           |            | 金森孝宏         | 4:40 |
| 合計時間: | 合計時間:                                                      | 合計時間: | 51:43      |                  |      |

### Type-C
| #         | タイトル                            | 作詞      | 作曲       | 編曲      | 時間  |
| --------- | ----------------------------------- | --------- | ---------- | --------- | ----- |
| 1.        | 「ぐるぐるカーテン」                | 秋元康    | 黒須克彦   | 湯浅篤    | 4:05  |
| 2.        | 「左胸の勇気」                      | 秋元康    | 小内喜文   | 佐々木裕  | 4:55  |
| 3.        | 「失いたくないから」                | 秋元康    | 蛯原ランス | 塩川満己  | 4:18  |
| 4.        | 「ぐるぐるカーテン off vocal ver.」 |           | 黒須克彦   | 湯浅篤    | 4:05  |
| 5.        | 「左胸の勇気 off vocal ver.」       |           | 小内喜文   | 佐々木裕  | 4:55  |
| 6.        | 「失いたくないから off vocal ver.」 |           | 蛯原ランス | 塩川満己  | 4:16  |
| 合計時間: | 合計時間:                           | 合計時間: | 合計時間:  | 合計時間: | 26:34 |

| #         | タイトル                           | 作詞      | 作曲・編曲 | 監督               | 時間 |
| --------- | ---------------------------------- | --------- | ---------- | ------------------ | ---- |
| 1.        | 「ぐるぐるカーテン -MUSIC VIDEO-」 |           |            | 操上和美           | 4:14 |
| 2.        | 「失いたくないから -MUSIC VIDEO-」 |           |            | 丸山健志           | 5:08 |
| 3.        | 「安藤美雲×亀山公亮・畔柳恵輔」    |           |            | 亀山公亮・畔柳恵輔 | 5:03 |
| 4.        | 「生田絵梨花×平川雄一朗」          |           |            | 平川雄一朗         | 5:02 |
| 5.        | 「市來玲奈×白石達也」              |           |            | 白石達也           | 4:29 |
| 6.        | 「伊藤万理華×柳沢翔」              |           |            | 柳沢翔             | 5:46 |
| 7.        | 「斉藤優里×内田伸哉」              |           |            | 内田伸哉           | 5:39 |
| 8.        | 「桜井玲香×森田一平」              |           |            | 森田一平           | 2:55 |
| 9.        | 「白石麻衣×奈良裕也」              |           |            | 奈良裕也           | 3:34 |
| 10.       | 「中田花奈×高松明子」              |           |            | 高松明子           | 3:45 |
| 11.       | 「能條愛未×佐藤大輔」              |           |            | 佐藤大輔           | 3:50 |
| 12.       | 「樋口日奈×高橋洋人」              |           |            | 高橋洋人           | 4:26 |
| 13.       | 「星野みなみ×青山裕企」            |           |            | 青山裕企           | 3:49 |
| 合計時間: | 合計時間:                          | 合計時間: | 57:40      |                    |      |

### 通常盤
| #         | タイトル                            | 作詞      | 作曲       | 編曲       | 時間  |
| --------- | ----------------------------------- | --------- | ---------- | ---------- | ----- |
| 1.        | 「ぐるぐるカーテン」                | 秋元康    | 黒須克彦   | 湯浅篤     | 4:05  |
| 2.        | 「左胸の勇気」                      | 秋元康    | 小内喜文   | 佐々木裕   | 4:55  |
| 3.        | 「白い雲にのって」                  | 秋元康    | 太田美知彦 | 太田美知彦 | 4:49  |
| 4.        | 「ぐるぐるカーテン off vocal ver.」 |           | 黒須克彦   | 湯浅篤     | 4:05  |
| 5.        | 「左胸の勇気 off vocal ver.」       |           | 小内喜文   | 佐々木裕   | 4:55  |
| 6.        | 「白い雲にのって off vocal ver.」   |           | 太田美知彦 | 太田美知彦 | 4:47  |
| 合計時間: | 合計時間:                           | 合計時間: | 合計時間:  | 合計時間:  | 27:36 |

## 歌唱メンバー

### ぐるぐるカーテン
（センター：生駒里奈）
- 3列目：川村真洋、能條愛未、西野七瀬、齋藤飛鳥、斉藤優里、桜井玲香、井上小百合、中田花奈、市來玲奈[14][15][16][17]
- 2列目：橋本奈々未、松村沙友理、白石麻衣、高山一実[14][15][16][17]
- 1列目：生田絵梨花、生駒里奈、星野みなみ[14][15][16][17]

フロントメンバー（「七福神」と呼ばれる）は生田絵梨花、生駒里奈、白石麻衣、高山一実、橋本奈々未、星野みなみ、松村沙友理。

### 左胸の勇気
（センター：畠中清羅）
- 安藤美雲、伊藤寧々、伊藤万理華、岩瀬佑美子、衛藤美彩、柏幸奈、川後陽菜、斎藤ちはる、中元日芽香、永島聖羅、畠中清羅、深川麻衣、樋口日奈、宮澤成良、大和里菜、若月佑美、和田まあや

事実上のアンダーだが、この時点ではアンダーという呼称は使用されていない。

### 会いたかったかもしれない
（センター：生駒里奈）
- 生田絵梨花、生駒里奈、市來玲奈、伊藤寧々、伊藤万理華、井上小百合、衛藤美彩、川村真洋、齋藤飛鳥、斉藤優里、桜井玲香、白石麻衣、高山一実、中田花奈、西野七瀬、能條愛未、橋本奈々未、星野みなみ、松村沙友理、宮澤成良[15]

### 失いたくないから
（センター：生駒里奈・生田絵梨花）
- 生田絵梨花、生駒里奈、市來玲奈、井上小百合、川村真洋、齋藤飛鳥、斉藤優里、桜井玲香、白石麻衣、高山一実、中田花奈、永島聖羅、中元日芽香、西野七瀬、能條愛未、橋本奈々未、畠中清羅、深川麻衣、星野みなみ、松村沙友理[16]

### 白い雲にのって
（センター：生駒里奈）
- 安藤美雲、生田絵梨花、生駒里奈、市來玲奈、井上小百合、岩瀬佑美子、川後陽菜、川村真洋、齋藤飛鳥、斎藤ちはる、斉藤優里、桜井玲香、白石麻衣、高山一実、中田花奈、西野七瀬、能條愛未、橋本奈々未、星野みなみ、松村沙友理[17]

### 乃木坂の詩
（センター：生駒里奈）
- 安藤美雲、生田絵梨花、生駒里奈、市來玲奈、伊藤寧々、伊藤万理華、井上小百合、岩瀬佑美子、衛藤美彩、柏幸奈、川後陽菜、川村真洋、齋藤飛鳥、斎藤ちはる、斉藤優里、桜井玲香、白石麻衣、高山一実、永島聖羅、中田花奈、中元日芽香、西野七瀬、能條愛未、橋本奈々未、畠中清羅、樋口日奈、深川麻衣、星野みなみ、松村沙友理、宮澤成良、大和里菜、若月佑美、和田まあや[14]

発売時点で休業中の秋元真夏を除く全メンバーが参加。